# Comberanche-et-Épeluche
Comberanche-et-Épeluche – miejscowość i gmina we Francji, w regionie Nowa Akwitania, w departamencie Dordogne.
Według danych na rok 1990 gminę zamieszkiwało 130 osób, a gęstość zaludnienia wynosiła 33 osób/km² (wśród 2290 gmin Akwitanii Comberanche-et-Épeluche plasuje się na 1046. miejscu pod względem liczby ludności, natomiast pod względem powierzchni na miejscu 1488.).